# TVF Spor Lisesi
Maillots
TVF Spor Lisesi est un club turc de volley-ball fondé en 2009 et basé à Ankara, évoluant pour la saison 2017-2018 en Türkiye 1.Ligi. Le club est organisé et administré par TVF (Fédération turque de volley-ball). Il a un statut spécial concernant la promotion et la relégation. Cet article traite de la section féminine; il existe également une section masculine.

## Historique
TVF Spor Lisesi Voleybol İhtisas Kulübü est créée en 2009.

## Effectifs

### Saison 2012-2013
Entraîneur :  Alper Erdoğuş 
 Entraîneur-adjoint :  Güzin Teksoy